# Sumber Makmur (Nibung)
Sumber Makmur is een bestuurslaag in het regentschap Musi Rawas van de provincie Zuid-Sumatra, Indonesië. Sumber Makmur telt 2632 inwoners (volkstelling 2010).